# How Will I Know If Heaven Will Find Me?
How Will I Know If Heaven Will Find Me? (en español: ¿Cómo puedo saber si el cielo me encontrará?) es el tercer álbum de estudio de la banda de rock alternativo británica The Amazons. Fue publicado el 9 de septiembre de 2022 a través del sello discográfico Fiction.
Inspirado por los eventos iniciales de la cuarentena mundial en 2020 y la incertidumbre de su relación a distancia con su pareja estadounidense, el álbum es considerado por el vocalista Matt Thomson como «su material más eufórico y optimista» debido a lo catártico del proceso. Esas experiencias personales fueron reflejadas en el contenido lírico del álbum, específicamente en «Northern Star», «In the Morning» y «I'm Not Ready».
El álbum fue el último con Joe Emmett en la batería, dejando la banda luego de terminar su gira promocional por el Reino Unido, teniendo su última presentación en el Roundhouse de Londres a finales de octubre del mismo año.

## Antecedentes
A comienzos de 2020, se encontraban en una gira promocional por Estados Unidos, donde el vocalista Matt Thomson indica haber planeado componer nueva música con mayor energía, queriendo representar más la alegría de la vida en vez de la oscuridad. Sobre su experiencia en la gira, comenta: “en instancias el material de Future Dust no era inclusivo con la audiencia, nos dejamos llevar por esos solos largos [...] que con el tiempo se vuelve aburrido si haces una versión de «Georgia» que dura nueve minutos”.
Esos planes iniciales fueron amplificados una vez ocurrió el confinamiento global por COVID-19, donde Thomson hace una comparación con la contracultura presente en la década de 1960, donde los baby boomers utilizaron distintos métodos de expresión artística en medio de la Guerra de Vietnam.
“Tuve un par de instancias, pequeñas epifanías, cuando estaba con mi pareja viajando a través del desierto mientras escuchábamos U2 o Coldplay, o lo que fuese. Entonces pensé, «hombre, de esto se trata». No se trata de ser cool o las tendencias – es sobre hacer música que conecta con la gente y te hace cantar a pleno pulmón mientras estás manejando”.
—Matt Thomson.

## Concepto
Durante sus últimas presentaciones por la gira estadounidense de Future Dust, Thomson comenta haber estado escuchando música country, folk rock y material ambient de Jon Hopkins y Daniel Lanois, siendo una influencia palpable en los arreglos y texturas posteriores de «There's a Light». Sobre la producción del álbum, estuvo a cargo de Jim Abbiss, elegido por sus trabajos iniciales con Arcade Fire y Arctic Monkeys; mientras una de las canciones fue coescrita por Jamie Hartmann y otra por la cantautora estadounidense Maggie Rogers. Sobre la participación de Rogers en «Say It Again», Thomson rememora haberle presentado el riff inicial en Los Ángeles buscando nuevas ideas para progresar la canción, con ella formando una melodía original que se estableció como el coro. Sobre la comparación con sonidos de inicios del 2000, remarca que para la canción tuvo como influencias el álbum homónimo de Sheryl Crow y Ray of Light de Madonna, evocando un sentido de nostalgia.
Thomson rememora lo complejo de la relación a distancia con su pareja oriunda de Los Ángeles, en una ocasión pasaron siete meses sin tener contacto físico, optando por dedicar canciones para que su relación no cayera en una monotonía. Debido a esta relación, gran parte del material fue compuesto en su estadía en la ciudad, notando «una influencia de los tiempos». Con la guitarra acústica de Thomson como protagonista, esto fue destacado por algunos críticos en los arreglos de «Northern Star» y «One by One». Sobre «Northern Star», esta trata sobre el cumpleaños de la pareja de Thomson estando distanciados, mientras que «One by One» contiene como inspiración las Explosiones en el puerto de Beirut de 2020, canalizando su impotencia ante los eventos externos del mundo.

## Lanzamiento
La portada del álbum fue diseñada por Charlie Drinkwater, cuyo trabajo con Easy Life, Fontaines D.C. y Sigrid tuvo la atención de la banda, en especial de Thomson, optando por representar visualmente la composición del material, descrita como “la ventana de un dormitorio pasada la medianoche; un poco oscuro detrás pero con una calidez saliendo de esa ventana”. Una ilustración alternativa diseñada por YONIL fue revelado durante la publicación del vídeo musical para «How Will I Know?». Otra edición limitada a mil copias fue publicado por Blood Records sólo en formato vinilo, contiene diseños en formato Zoótropo que fueron firmados por la propia banda.

## Promoción
En medio de su gira nacional como teloneros de Royal Blood, la banda compartió fragmentos de un nuevo sencillo junto a la sigla HWIKIHWFM. Con la publicación del sencillo «Bloodrush» en marzo, revelaron el nombre de su tercer álbum de estudio, How Will I Know If Heaven Will Find Me?, junto a una gira promocional en octubre del mismo año. A comienzos de junio fue estrenado «Ready for Something», fue descrita por tener un sonido más crudo, mientras retiene elementos similares de arena rock.
Fue una de las cuatro canciones estrenadas en directo, junto a «Bloodrush», «There’s a Light» y «How Will I Know»; con Thomson reflexionando haber tenido dudas sobre si las canciones nuevas encajarían dentro del repertorio previo en vivo. Como promoción previa al álbum, anunciaron sus participaciones en distintos festivales de verano, incluyendo Isle of Wight y The Great Escape. También fueron invitados junto a Marcus King en la gira europea de Greta Van Fleet en junio, apareciendo en los conciertos de Berlín, Viena, Colonia y Frankfurt.
Un tercer sencillo, «How Will I Know?», fue publicado el 21 de julio. Siguiendo el concepto de música enaltecedora con letras más personales, fue promocionado como la primera canción compuesta para el álbum, estando presente desde 2020 como base para el resto del material grabado. «There's a Light» fue el cuarto sencillo, fue liberado el 24 de agosto, donde se mantiene la línea optimista presentada con los sencillos previos.

## Recepción

### Crítica
El álbum ha recibido reseñas generalmente positivas por parte de la prensa británica. En una reseña con puntuación casi perfecta de Gigwise, describen “los riffs pesados de su álbum previo toman un rol secundario, hay mayor enfoque en el arte de composición y con una mayor influencia country/Americana”. Una percepción similar aparece en la reseña de The Irish Times, donde notan la producción de Jim Abbiss como una de las fortalezas, haciendo del álbum más expansivo.
En una reseña más reservada, Rhys Buchanan para el semanario NME describe “los sentimientos parecen sinceros y el entusiasmo está ahí, aunque las letras del álbum no siempre son tan personales o emotivas”, notando un patrón lírico en las canciones «There's a Light» y «Northern Star», pero destaca a la acústica «One by One» por canalizar una vibra Into the Wild con un remate garage rock sacado de Queens of the Stone Age.

## Lista de canciones
| N.º   | Título                | Duración |  |
| 1.    | «How Will I Know?»    | 3:59     |  |
| 2.    | «Bloodrush»           | 3:58     |  |
| 3.    | «Say It Again»        | 4:15     |  |
| 4.    | «There's a Light»     | 4:18     |  |
| 5.    | «Northern Star»       | 4:47     |  |
| 6.    | «Wait for Me»         | 2:57     |  |
| 7.    | «One by One»          | 3:57     |  |
| 8.    | «Ready for Something» | 3:57     |  |
| 9.    | «For the Night»       | 4:11     |  |
| 10.   | «In the Morning»      | 3:36     |  |
| 11.   | «I'm Not Ready»       | 3:52     |  |
| 43:47 |                       |          |  |

| Edición deluxe digital – bonus tracks |                               |          |  |
| N.º                                   | Título                        | Duración |  |
| 1.                                    | «How Will I Know? (Edit)»     | 3:38     |  |
| 2.                                    | «Bloodrush (Edit)»            | 3:37     |  |
| 3.                                    | «How Will I Know? (Acoustic)» | 3:44     |  |
| 4.                                    | «Bloodrush (Acoustic)»        | 3:32     |  |
| 5.                                    | «Wait for Me (Acoustic)»      | 3:24     |  |
| 01:01:42                              |                               |          |  |

## Créditos y personal
Adaptados desde AllMusic.
The Amazons
- Matthew Thomson – Voz principal, composición, guitarras, teclado.
- Christopher Alderton – Composición, guitarra eléctrica, lap steel, teclados, producción adicional, programación, voces de apoyo.
- Elliot James Briggs – Composición, bajo eléctrico, guitarra barítono, voces de apoyo, sintetizador.
- Josef Emmett – Composición, batería, percusión, voces de apoyo.

Producción
- Jim Abbiss – Productor, guitarra barítono (10), programación.
- Edward Hartwell – Ingeniero de grabación.
- Craig Silvey – Mezcla.
- Dani Bennett Spragg – Asistente de mezcla.
- Greg Calbi – Ingeniero de masterización.
- Steve Fallone – Ingeniero de masterización.
- Harrison Koisser – Voces de apoyo (1, 2), sintetizador, programación.
- Ross Stanley – Piano (5, 9).
- Nick Atkinson – Composición (1, 5, 6, 8-10).
- Jamie Hartmann – Composición (2).
- Maggie Rogers – Composición (3).
- Will Bloomfield – Composición (4).
- Edd Holloway – Composición (5, 6, 8, 10).
- Dan Weller – Composición (9).
- Jez Ashurt – Composición (11).

## Posicionamiento en listas
| Listas (2022)             | Mejor posición |
| ------------------------- | -------------- |
| Escocia (Scottish Albums) | 5              |
| Reino Unido (UK Albums)   | 5              |